# Barbara Comstock
Barbara Jean Comstock (ur. 30 czerwca 1959 w Springfield) – amerykańska polityk, członkini Partii Republikańskiej i kongreswoman ze stanu Wirginia (w latach 2015-2019).